# Liste der Nummer-eins-Hits in Japan (2008)
Die Liste der japanischen Nummer-eins-Hits enthält die Daten vom 1. Januar 2008 bis zum 31. Dezember 2008. Die letzte Woche im Jahr fällt mit der ersten Woche des neuen Jahres zusammen. Angegeben sind die Verkaufszahlen der jeweiligen Nummer eins in ihrer Woche. Alle Angaben basieren auf den offiziellen japanischen Charts von Oricon.

## Singles
| ← 2007 ← | Liste der Nummer-eins-Hits in Japan | Liste der Nummer-eins-Hits in Japan              | Liste der Nummer-eins-Hits in Japan                                                    | 2009 →                    |
| \| Zeitraum \| Wo. ges. \| Interpret \| Titel Autor(en) \| Zusätzliche Informationen \| \| (Zeitraum, Wochen auf Platz eins, Interpret, Titel, Autor[en], zusätzliche Informationen) \| \| \| \| \| \| ----------------------------------------------------------------------------------------- \| -------- \| ------------------------------------------------ \| -------------------------------------------------------------------------------------- \| ------------------------- \| \| 31. Dezember 2007 – 13. Januar 2008 2 Wochen \| 2 \| SMAP \| Dangan Fighter 弾丸ファイター \| – \| \| 14. Januar 2008 – 20. Januar 2008 1 Woche \| 1 \| AAA \| Mirage \| – \| \| 21. Januar 2008 – 27. Januar 2008 1 Woche \| 1 \| Tōhōshinki 東方神起 \| Purple Line \| – \| \| 28. Januar 2008 – 3. Februar 2008 1 Woche \| 1 \| Radwimps \| Order Made オーダーメイド \| – \| \| 4. Februar 2008 – 10. Februar 2008 1 Woche \| 1 \| Thelma Aoyama mit SoulJa 青山テルマ feat. SoulJa \| Soba ni Iru ne そばにいるね \| – \| \| 11. Februar 2008 – 17. Februar 2008 1 Woche \| 1 \| KAT-TUN \| Lips \| – \| \| 18. Februar 2008 – 24. Februar 2008 1 Woche \| 1 \| Porno Graffitti ポルノグラフィティ \| Anata ga Koko ni Itara あなたがここにいたら \| – \| \| 25. Februar 2008 – 2. März 2008 1 Woche \| 1 \| Arashi \| Step and Go \| – \| \| 3. März 2008 – 9. März 2008 1 Woche \| 1 \| NEWS \| Taiyō no Namida 太陽のナミダ \| – \| \| 10. März 2008 – 16. März 2008 1 Woche \| 1 \| SMAP \| Sono Mama / White Message \| – \| \| 17. März 2008 – 23. März 2008 1 Woche \| 1 \| Kanjani8 関ジャニ∞ \| Wahhahha ワッハッハー \| – \| \| 24. März 2008 – 30. März 2008 1 Woche \| 1 \| Namie Amuro 安室奈美恵 \| 60s 70s 80s \| – \| \| 31. März 2008 – 6. April 2008 1 Woche \| 1 \| 20th Century \| Ore Janakya, Kimi Janakya オレじゃなきゃ、キミじゃなきゃ \| – \| \| 7. April 2008 – 13. April 2008 1 Woche \| 1 \| L’Arc-en-Ciel \| Drink It Down \| – \| \| 14. April 2008 – 20. April 2008 1 Woche \| 1 \| Ayumi Hamasaki 浜崎あゆみ \| Mirrorcle World \| – \| \| 21. April 2008 – 27. April 2008 1 Woche \| 1 \| B’z \| Burn: Fumetsu no Face BURN -フメツノフェイス- \| – \| \| 28. April 2008 – 4. Mai 2008 1 Woche \| 1 \| Tōhōshinki 東方神起 \| Beautiful You / Sennen Koi Uta Beautiful you / 千年恋歌 \| – \| \| 5. Mai 2008 – 11. Mai 2008 1 Woche \| 1 \| Tsukasa Maizu 米寿司 \| No More \| – \| \| 12. Mai 2008 – 18. Mai 2008 1 Woche \| 1 \| NEWS \| Summer Time \| – \| \| 19. Mai 2008 – 25. Mai 2008 1 Woche \| 1 \| KAT-TUN \| Don’t U Ever Stop \| – \| \| 26. Mai 2008 – 1. Juni 2008 1 Woche \| 1 \| Hey! Say! Jump \| Dreams Come True \| – \| \| 2. Juni 2008 – 15. Juni 2008 2 Wochen \| 2 \| Greeeen \| Kiseki キセキ \| – \| \| 16. Juni 2008 – 22. Juni 2008 1 Woche \| 1 \| Glay \| Verb \| – \| \| 23. Juni 2008 – 29. Juni 2008 1 Woche \| 1 \| Tegomass \| Ai Ai Gasa アイアイ傘 \| – \| \| 30. Juni 2008 – 6. Juli 2008 1 Woche \| 1 \| Arashi \| One Love \| – \| \| 7. Juli 2008 – 13. Juli 2008 1 Woche \| 1 \| Yui \| Summer Song \| – \| \| 14. Juli 2008 – 20. Juli 2008 1 Woche \| 1 \| Perfume \| Love the World \| – \| \| 21. Juli 2008 – 27. Juli 2008 1 Woche \| 1 \| Tōhōshinki \| Dōshite Kimi o Suki ni Natte Shimattandarō? どうして君を好きになってしまったんだろう？ \| – \| \| 28. Juli 2008 – 3. August 2008 1 Woche \| 1 \| Hey! Say! Jump \| Your Seed / Bōken Rider Your Seed / 冒険ライダー \| – \| \| 4. August 2008 – 10. August 2008 1 Woche \| 1 \| Mr. Children \| Gift \| – \| \| 11. August 2008 – 17. August 2008 1 Woche \| 1 \| Southern All Stars \| I Am Your Singer \| – \| \| 18. August 2008 – 24. August 2008 1 Woche \| 1 \| SMAP \| Kono Toki, Kitto Yumejanai この瞬間、きっと夢じゃない \| – \| \| 25. August 2008 – 31. August 2008 1 Woche \| 1 \| Arashi \| Truth / Kaze no Mukō e truth / 風の向こうへ \| – \| \| 1. September 2008 – 7. September 2008 1 Woche \| 1 \| Kinki Kids \| Secret Code \| – \| \| 8. September 2008 – 21. September 2008 2 Wochen \| 2 \| Mr. Children \| Hanabi \| – \| \| 22. September 2008 – 28. September 2008 1 Woche \| 1 \| V6 \| Light in My Heart / Swing! \| – \| \| 29. September 2008 – 5. Oktober 2008 1 Woche \| 1 \| Exile \| The Birthday: Ti Amo \| – \| \| 6. Oktober 2008 – 12. Oktober 2008 1 Woche \| 1 \| NEWS \| Happy Birthday \| – \| \| 13. Oktober 2008 – 19. Oktober 2008 1 Woche \| 1 \| Kumi Kōda 倖田來未 \| Taboo \| – \| \| 20. Oktober 2008 – 26. Oktober 2008 1 Woche \| 1 \| Tōhōshinki \| Jumon: Mirotic 呪文 -MIROTIC- \| – \| \| 27. Oktober 2008 – 2. November 2008 1 Woche \| 1 \| Hey! Say! Jump \| Mayonaka no Shadow Boy 真夜中のシャドーボーイ \| – \| \| 3. November 2008 – 9. November 2008 1 Woche \| 1 \| Kanjini8 \| Musekinin Hero 無責任ヒーロー \| – \| \| 10. November 2008 – 16. November 2008 1 Woche \| 1 \| Arashi \| Beautiful Days \| – \| \| 17. November 2008 – 23. November 2008 1 Woche \| 1 \| Dreams Come True \| Tsuretette Tsuretette 連れてって 連れてって \| – \| \| 24. November 2008 – 30. November 2008 1 Woche \| 1 \| UVERworld \| Hakanaku mo Towa no Kanashi 儚くも永久のカナシ \| – \| \| 1. Dezember 2008 – 7. Dezember 2008 1 Woche \| 1 \| Exile \| Last Christmas \| – \| \| 8. Dezember 2008 – 14. Dezember 2008 1 Woche \| 1 \| KAT-TUN \| White X'Mas \| – \| \| 15. Dezember 2008 – 21. Dezember 2008 1 Woche \| 1 \| Shūchishin 羞恥心 \| Yowamushi Santa 弱虫サンタ \| – \| \| 22. Dezember 2008 – 28. Dezember 2008 1 Woche \| 1 \| Ayumi Hamasaki \| Days / Green \| – \| |                                     |                                                  |                                                                                        |                           |
| ← 2007 |                                     |                                                  |                                                                                        | → 2009 →                  |
| Zeitraum | Wo. ges.                            | Interpret                                        | Titel Autor(en)                                                                        | Zusätzliche Informationen |
| (Zeitraum, Wochen auf Platz eins, Interpret, Titel, Autor[en], zusätzliche Informationen) |                                     |                                                  |                                                                                        |                           |
| 31. Dezember 2007 – 13. Januar 2008 2 Wochen | 2                                   | SMAP                                             | Dangan Fighter 弾丸ファイター                                                          | –                         |
| 14. Januar 2008 – 20. Januar 2008 1 Woche | 1                                   | AAA                                              | Mirage                                                                                 | –                         |
| 21. Januar 2008 – 27. Januar 2008 1 Woche | 1                                   | Tōhōshinki 東方神起                              | Purple Line                                                                            | –                         |
| 28. Januar 2008 – 3. Februar 2008 1 Woche | 1                                   | Radwimps                                         | Order Made オーダーメイド                                                              | –                         |
| 4. Februar 2008 – 10. Februar 2008 1 Woche | 1                                   | Thelma Aoyama mit SoulJa 青山テルマ feat. SoulJa | Soba ni Iru ne そばにいるね                                                            | –                         |
| 11. Februar 2008 – 17. Februar 2008 1 Woche | 1                                   | KAT-TUN                                          | Lips                                                                                   | –                         |
| 18. Februar 2008 – 24. Februar 2008 1 Woche | 1                                   | Porno Graffitti ポルノグラフィティ               | Anata ga Koko ni Itara あなたがここにいたら                                            | –                         |
| 25. Februar 2008 – 2. März 2008 1 Woche | 1                                   | Arashi                                           | Step and Go                                                                            | –                         |
| 3. März 2008 – 9. März 2008 1 Woche | 1                                   | NEWS                                             | Taiyō no Namida 太陽のナミダ                                                           | –                         |
| 10. März 2008 – 16. März 2008 1 Woche | 1                                   | SMAP                                             | Sono Mama / White Message                                                              | –                         |
| 17. März 2008 – 23. März 2008 1 Woche | 1                                   | Kanjani8 関ジャニ∞                               | Wahhahha ワッハッハー                                                                  | –                         |
| 24. März 2008 – 30. März 2008 1 Woche | 1                                   | Namie Amuro 安室奈美恵                           | 60s 70s 80s                                                                            | –                         |
| 31. März 2008 – 6. April 2008 1 Woche | 1                                   | 20th Century                                     | Ore Janakya, Kimi Janakya オレじゃなきゃ、キミじゃなきゃ                               | –                         |
| 7. April 2008 – 13. April 2008 1 Woche | 1                                   | L’Arc-en-Ciel                                    | Drink It Down                                                                          | –                         |
| 14. April 2008 – 20. April 2008 1 Woche | 1                                   | Ayumi Hamasaki 浜崎あゆみ                        | Mirrorcle World                                                                        | –                         |
| 21. April 2008 – 27. April 2008 1 Woche | 1                                   | B’z                                              | Burn: Fumetsu no Face BURN -フメツノフェイス-                                          | –                         |
| 28. April 2008 – 4. Mai 2008 1 Woche | 1                                   | Tōhōshinki 東方神起                              | Beautiful You / Sennen Koi Uta Beautiful you / 千年恋歌                                | –                         |
| 5. Mai 2008 – 11. Mai 2008 1 Woche | 1                                   | Tsukasa Maizu 米寿司                             | No More                                                                                | –                         |
| 12. Mai 2008 – 18. Mai 2008 1 Woche | 1                                   | NEWS                                             | Summer Time                                                                            | –                         |
| 19. Mai 2008 – 25. Mai 2008 1 Woche | 1                                   | KAT-TUN                                          | Don’t U Ever Stop                                                                      | –                         |
| 26. Mai 2008 – 1. Juni 2008 1 Woche | 1                                   | Hey! Say! Jump                                   | Dreams Come True                                                                       | –                         |
| 2. Juni 2008 – 15. Juni 2008 2 Wochen | 2                                   | Greeeen                                          | Kiseki キセキ                                                                          | –                         |
| 16. Juni 2008 – 22. Juni 2008 1 Woche | 1                                   | Glay                                             | Verb                                                                                   | –                         |
| 23. Juni 2008 – 29. Juni 2008 1 Woche | 1                                   | Tegomass                                         | Ai Ai Gasa アイアイ傘                                                                  | –                         |
| 30. Juni 2008 – 6. Juli 2008 1 Woche | 1                                   | Arashi                                           | One Love                                                                               | –                         |
| 7. Juli 2008 – 13. Juli 2008 1 Woche | 1                                   | Yui                                              | Summer Song                                                                            | –                         |
| 14. Juli 2008 – 20. Juli 2008 1 Woche | 1                                   | Perfume                                          | Love the World                                                                         | –                         |
| 21. Juli 2008 – 27. Juli 2008 1 Woche | 1                                   | Tōhōshinki                                       | Dōshite Kimi o Suki ni Natte Shimattandarō? どうして君を好きになってしまったんだろう？ | –                         |
| 28. Juli 2008 – 3. August 2008 1 Woche | 1                                   | Hey! Say! Jump                                   | Your Seed / Bōken Rider Your Seed / 冒険ライダー                                       | –                         |
| 4. August 2008 – 10. August 2008 1 Woche | 1                                   | Mr. Children                                     | Gift                                                                                   | –                         |
| 11. August 2008 – 17. August 2008 1 Woche | 1                                   | Southern All Stars                               | I Am Your Singer                                                                       | –                         |
| 18. August 2008 – 24. August 2008 1 Woche | 1                                   | SMAP                                             | Kono Toki, Kitto Yumejanai この瞬間、きっと夢じゃない                                  | –                         |
| 25. August 2008 – 31. August 2008 1 Woche | 1                                   | Arashi                                           | Truth / Kaze no Mukō e truth / 風の向こうへ                                            | –                         |
| 1. September 2008 – 7. September 2008 1 Woche | 1                                   | Kinki Kids                                       | Secret Code                                                                            | –                         |
| 8. September 2008 – 21. September 2008 2 Wochen | 2                                   | Mr. Children                                     | Hanabi                                                                                 | –                         |
| 22. September 2008 – 28. September 2008 1 Woche | 1                                   | V6                                               | Light in My Heart / Swing!                                                             | –                         |
| 29. September 2008 – 5. Oktober 2008 1 Woche | 1                                   | Exile                                            | The Birthday: Ti Amo                                                                   | –                         |
| 6. Oktober 2008 – 12. Oktober 2008 1 Woche | 1                                   | NEWS                                             | Happy Birthday                                                                         | –                         |
| 13. Oktober 2008 – 19. Oktober 2008 1 Woche | 1                                   | Kumi Kōda 倖田來未                               | Taboo                                                                                  | –                         |
| 20. Oktober 2008 – 26. Oktober 2008 1 Woche | 1                                   | Tōhōshinki                                       | Jumon: Mirotic 呪文 -MIROTIC-                                                          | –                         |
| 27. Oktober 2008 – 2. November 2008 1 Woche | 1                                   | Hey! Say! Jump                                   | Mayonaka no Shadow Boy 真夜中のシャドーボーイ                                          | –                         |
| 3. November 2008 – 9. November 2008 1 Woche | 1                                   | Kanjini8                                         | Musekinin Hero 無責任ヒーロー                                                          | –                         |
| 10. November 2008 – 16. November 2008 1 Woche | 1                                   | Arashi                                           | Beautiful Days                                                                         | –                         |
| 17. November 2008 – 23. November 2008 1 Woche | 1                                   | Dreams Come True                                 | Tsuretette Tsuretette 連れてって 連れてって                                            | –                         |
| 24. November 2008 – 30. November 2008 1 Woche | 1                                   | UVERworld                                        | Hakanaku mo Towa no Kanashi 儚くも永久のカナシ                                         | –                         |
| 1. Dezember 2008 – 7. Dezember 2008 1 Woche | 1                                   | Exile                                            | Last Christmas                                                                         | –                         |
| 8. Dezember 2008 – 14. Dezember 2008 1 Woche | 1                                   | KAT-TUN                                          | White X'Mas                                                                            | –                         |
| 15. Dezember 2008 – 21. Dezember 2008 1 Woche | 1                                   | Shūchishin 羞恥心                                | Yowamushi Santa 弱虫サンタ                                                             | –                         |
| 22. Dezember 2008 – 28. Dezember 2008 1 Woche | 1                                   | Ayumi Hamasaki                                   | Days / Green                                                                           | –                         |

## Alben
| ← 2007 ← | Liste der Nummer-eins-Hits in Japan | Liste der Nummer-eins-Hits in Japan | Liste der Nummer-eins-Hits in Japan                                      | 2009 →                    |
| \| Zeitraum \| Wo. ges. \| Interpret \| Titel \| Zusätzliche Informationen \| \| (Zeitraum, Wochen auf Platz eins, Interpret, Titel, zusätzliche Informationen) \| \| \| \| \| \| ------------------------------------------------------------------------------ \| -------- \| ---------------------------------- \| ------------------------------------------------------------------------ \| ------------------------- \| \| 1. Januar 2008 – 20. Januar 2008 3 Wochen \| 3 \| Kobukuro コブクロ \| 5296 \| – \| \| 21. Januar 2008 – 27. Januar 2008 1 Woche \| 1 \| Bank Band \| Sōshi Sōai 2 沿志奏逢2 \| – \| \| 28. Januar 2008 – 3. Februar 2008 1 Woche \| 1 \| Zard \| Zard Request Best: Beautiful Memory \| – \| \| 4. Februar 2008 – 17. Februar 2008 2 Wochen \| 2 \| Kumi Kōda 倖田來未 \| Kingdom \| – \| \| 18. Februar 2008 – 24. Februar 2008 1 Woche \| 1 \| M-Flo \| Award Supernova: Loves Best \| – \| \| 25. Februar 2008 – 2. März 2008 1 Woche \| 1 \| The Brilliant Green \| Complete Singles Collection '97-'08 \| – \| \| 3. März 2008 – 9. März 2008 1 Woche \| 1 \| BoA \| The Face \| – \| \| 10. März 2008 – 16. März 2008 1 Woche \| 1 \| Asian Kung-Fu Generation \| World World World \| – \| \| 17. März 2008 – 23. März 2008 1 Woche \| 1 \| Kō Shibasaki 柴咲コウ \| Single Best \| – \| \| 24. März 2008 – 30. März 2008 1 Woche \| 1 \| Hikaru Utada 宇多田ヒカル \| Heart Station \| – \| \| 31. März 2008 – 13. April 2008 2 Wochen \| 2 \| Exile \| Exile Catchy Best \| – \| \| 14. April 2008 – 20. April 2008 1 Woche \| 1 \| Yui \| I Loved Yesterday \| – \| \| 21. April 2008 – 27. April 2008 1 Woche \| 1 \| Perfume \| Game \| – \| \| 28. April 2008 – 4. Mai 2008 1 Woche \| 1 \| Arashi \| Dream "A" Live \| – \| \| 5. Mai 2008 – 18. Mai 2008 2 Wochen \| 2 \| Madonna \| Hard Candy \| – \| \| 19. Mai 2008 – 1. Juni 2008 2 Wochen \| 2 \| Superfly \| Superfly \| – \| \| 2. Juni 2008 – 8. Juni 2008 1 Woche \| 1 \| Mihimaru GT \| Mihimarise \| – \| \| 9. Juni 2008 – 15. Juni 2008 1 Woche \| 1 \| KAT-TUN \| KAT-TUN III: Queen of Pirates \| – \| \| 16. Juni 2008 – 22. Juni 2008 1 Woche \| 1 \| Kyōsuke Himuro 氷室京介 \| 20th Anniversary All Singles Complete Best Just Movin’ On: All the S-hit \| – \| \| 23. Juni 2008 – 29. Juni 2008 1 Woche \| 1 \| B'z \| B'z the Best "Ultra Pleasure" \| – \| \| 30. Juni 2008 – 13. Juli 2008 2 Wochen \| 2 \| Greeeen \| Ā, Domo. Ohisashiburi Desu. あっ、ども。おひさしぶりです。 \| – \| \| 14. Juli 2008 – 20. Juli 2008 1 Woche \| 1 \| Orange Range \| Panic Fancy \| – \| \| 21. Juli 2008 – 27. Juli 2008 1 Woche \| 1 \| Kimaguren キマグレン \| Zushi \| – \| \| 28. Juli 2008 – 3. August 2008 1 Woche \| 1 \| Exile \| Exile Entertainment Best \| – \| \| 4. August 2008 – 14. September 2008 6 Wochen \| 6 \| Namie Amuro 安室奈美恵 \| Best Fiction \| – \| \| 15. September 2008 – 21. September 2008 1 Woche \| 1 \| Ayumi Hamasaki 浜崎あゆみ \| A Complete: All Singles \| – \| \| 22. September 2008 – 28. September 2008 1 Woche \| 1 \| B'z \| B'z the Best "Ultra Treasure" \| – \| \| 29. September 2008 – 5. Oktober 2009 1 Woche \| 1 \| SMAP \| Super.Modern.Artistic.Performance \| – \| \| 6. Oktober 2008 – 26. Oktober 2008 3 Wochen \| 3 \| Mariya Takeuchi 竹内まりや \| Expressions \| – \| \| 27. Oktober 2008 – 2. November 2008 1 Woche \| 1 \| Hexagon All Stars \| We Love Hexagon We Love ♥ ヘキサゴン \| – \| \| 3. November 2008 – 9. November 2008 1 Woche \| 1 \| Porno Graffitti ポルノグラフィティ \| Porno Graffitti Best Ace \| – \| \| 10. November 2008 – 16. November 2008 1 Woche \| 1 \| Miliyah Katō 加藤ミリヤ \| Best Destiny \| – \| \| 17. November 2008 – 23. November 2008 1 Woche \| 1 \| Yui \| My Short Stories \| – \| \| 24. November 2008 – 30. November 2008 1 Woche \| 1 \| NEWS \| Color \| – \| \| 1. Dezember 2008 – 7. Dezember 2008 1 Woche \| 1 \| Mika Nakashima 中島美嘉 \| Voice \| – \| \| 8. Dezember 2008 – 14. Dezember 2008 1 Woche \| 1 \| Exile \| Exile Ballad Best \| – \| \| 15. Dezember 2008 – 28. Dezember 2008 2 Wochen \| 2 \| Mr. Children \| Supermarket Fantasy \| – \| |                                     |                                     |                                                                          |                           |
| ← 2007 |                                     |                                     |                                                                          | → 2009 →                  |
| Zeitraum | Wo. ges.                            | Interpret                           | Titel                                                                    | Zusätzliche Informationen |
| (Zeitraum, Wochen auf Platz eins, Interpret, Titel, zusätzliche Informationen) |                                     |                                     |                                                                          |                           |
| 1. Januar 2008 – 20. Januar 2008 3 Wochen | 3                                   | Kobukuro コブクロ                   | 5296                                                                     | –                         |
| 21. Januar 2008 – 27. Januar 2008 1 Woche | 1                                   | Bank Band                           | Sōshi Sōai 2 沿志奏逢2                                                   | –                         |
| 28. Januar 2008 – 3. Februar 2008 1 Woche | 1                                   | Zard                                | Zard Request Best: Beautiful Memory                                      | –                         |
| 4. Februar 2008 – 17. Februar 2008 2 Wochen | 2                                   | Kumi Kōda 倖田來未                  | Kingdom                                                                  | –                         |
| 18. Februar 2008 – 24. Februar 2008 1 Woche | 1                                   | M-Flo                               | Award Supernova: Loves Best                                              | –                         |
| 25. Februar 2008 – 2. März 2008 1 Woche | 1                                   | The Brilliant Green                 | Complete Singles Collection '97-'08                                      | –                         |
| 3. März 2008 – 9. März 2008 1 Woche | 1                                   | BoA                                 | The Face                                                                 | –                         |
| 10. März 2008 – 16. März 2008 1 Woche | 1                                   | Asian Kung-Fu Generation            | World World World                                                        | –                         |
| 17. März 2008 – 23. März 2008 1 Woche | 1                                   | Kō Shibasaki 柴咲コウ               | Single Best                                                              | –                         |
| 24. März 2008 – 30. März 2008 1 Woche | 1                                   | Hikaru Utada 宇多田ヒカル           | Heart Station                                                            | –                         |
| 31. März 2008 – 13. April 2008 2 Wochen | 2                                   | Exile                               | Exile Catchy Best                                                        | –                         |
| 14. April 2008 – 20. April 2008 1 Woche | 1                                   | Yui                                 | I Loved Yesterday                                                        | –                         |
| 21. April 2008 – 27. April 2008 1 Woche | 1                                   | Perfume                             | Game                                                                     | –                         |
| 28. April 2008 – 4. Mai 2008 1 Woche | 1                                   | Arashi                              | Dream "A" Live                                                           | –                         |
| 5. Mai 2008 – 18. Mai 2008 2 Wochen | 2                                   | Madonna                             | Hard Candy                                                               | –                         |
| 19. Mai 2008 – 1. Juni 2008 2 Wochen | 2                                   | Superfly                            | Superfly                                                                 | –                         |
| 2. Juni 2008 – 8. Juni 2008 1 Woche | 1                                   | Mihimaru GT                         | Mihimarise                                                               | –                         |
| 9. Juni 2008 – 15. Juni 2008 1 Woche | 1                                   | KAT-TUN                             | KAT-TUN III: Queen of Pirates                                            | –                         |
| 16. Juni 2008 – 22. Juni 2008 1 Woche | 1                                   | Kyōsuke Himuro 氷室京介             | 20th Anniversary All Singles Complete Best Just Movin’ On: All the S-hit | –                         |
| 23. Juni 2008 – 29. Juni 2008 1 Woche | 1                                   | B'z                                 | B'z the Best "Ultra Pleasure"                                            | –                         |
| 30. Juni 2008 – 13. Juli 2008 2 Wochen | 2                                   | Greeeen                             | Ā, Domo. Ohisashiburi Desu. あっ、ども。おひさしぶりです。               | –                         |
| 14. Juli 2008 – 20. Juli 2008 1 Woche | 1                                   | Orange Range                        | Panic Fancy                                                              | –                         |
| 21. Juli 2008 – 27. Juli 2008 1 Woche | 1                                   | Kimaguren キマグレン                | Zushi                                                                    | –                         |
| 28. Juli 2008 – 3. August 2008 1 Woche | 1                                   | Exile                               | Exile Entertainment Best                                                 | –                         |
| 4. August 2008 – 14. September 2008 6 Wochen | 6                                   | Namie Amuro 安室奈美恵              | Best Fiction                                                             | –                         |
| 15. September 2008 – 21. September 2008 1 Woche | 1                                   | Ayumi Hamasaki 浜崎あゆみ           | A Complete: All Singles                                                  | –                         |
| 22. September 2008 – 28. September 2008 1 Woche | 1                                   | B'z                                 | B'z the Best "Ultra Treasure"                                            | –                         |
| 29. September 2008 – 5. Oktober 2009 1 Woche | 1                                   | SMAP                                | Super.Modern.Artistic.Performance                                        | –                         |
| 6. Oktober 2008 – 26. Oktober 2008 3 Wochen | 3                                   | Mariya Takeuchi 竹内まりや          | Expressions                                                              | –                         |
| 27. Oktober 2008 – 2. November 2008 1 Woche | 1                                   | Hexagon All Stars                   | We Love Hexagon We Love ♥ ヘキサゴン                                     | –                         |
| 3. November 2008 – 9. November 2008 1 Woche | 1                                   | Porno Graffitti ポルノグラフィティ  | Porno Graffitti Best Ace                                                 | –                         |
| 10. November 2008 – 16. November 2008 1 Woche | 1                                   | Miliyah Katō 加藤ミリヤ             | Best Destiny                                                             | –                         |
| 17. November 2008 – 23. November 2008 1 Woche | 1                                   | Yui                                 | My Short Stories                                                         | –                         |
| 24. November 2008 – 30. November 2008 1 Woche | 1                                   | NEWS                                | Color                                                                    | –                         |
| 1. Dezember 2008 – 7. Dezember 2008 1 Woche | 1                                   | Mika Nakashima 中島美嘉             | Voice                                                                    | –                         |
| 8. Dezember 2008 – 14. Dezember 2008 1 Woche | 1                                   | Exile                               | Exile Ballad Best                                                        | –                         |
| 15. Dezember 2008 – 28. Dezember 2008 2 Wochen | 2                                   | Mr. Children                        | Supermarket Fantasy                                                      | –                         |